# شرغة (لباس)
الشَرْغة هي لباس قصير يشبه السترة المحبوكة ذو أكمام قصيرة أو طويلة مقصوصة مع الجسم، وعادةً ما يكون محبوكاً.
البوليرة هي لباس أكثر رسمية ذو بنية مماثلة ولكنه مصنوع من قماش أكثر صلابة، وهو في الأساس سترة قصيرة مصممة، مستوحاة من بذلة مصارع الثيران. مثل الشرغة، فإن جوانب البوليرة تلتقي عند نقطة واحدة فقط.